# Le Monde du silence (livre, 1953)
Pour les articles homonymes, voir Le Monde du silence.
Le Monde du silence (BNF 32056175) est un livre de Jacques-Yves Cousteau et Frédéric Dumas paru en 1953 aux Éditions de Paris.

## Titre
Le choix du titre est expliqué à la fin du chap. VIII, p. 152 : ayant plongé l'été 1945 avec ses fils Jean-Michel et Philippe (alors respectivement 8 et 6 ans) à Portissol, à Sanary, Jacques-Yves Cousteau dut leur expliquer que « la mer est un monde silencieux et que les petits garçons doivent se taire dès qu'ils entrent dans l'eau » s'ils ne veulent pas se noyer.

## Contenu
Le livre retrace les quatorze années ayant précédé sa parution : l'assignation à poste de Cousteau (qui était alors enseigne de vaisseau) à la base navale de Toulon, la rencontre avec Philippe Tailliez et Frédéric Dumas, les pêches sous-marines et le tournage du film Par dix-huit mètres de fond autour Six-Fours, les premiers essais du scaphandre autonome avec Émile Gagnan à Sanary et les campagnes du Groupe de Recherches Sous-marines à bord de l'aviso de la Marine nationale Élie Monnier, avant l'achat de la Calypso par Loel Guinness pour Cousteau en 1950 et l'organisation des premières expéditions océanographiques avec ce navire. Le film Le Monde du silence ne reprend pas le contenu du livre mais uniquement les explorations sous-marines réalisées à bord de la Calypso en 1955.

## Édition en anglais et suites
James Thomas Dugan est reporter au magazine américain Yank lorsqu'il rencontre Cousteau à la libération de la France en 1944. Par la suite, il devient l'éditeur du livre en langue anglaise et il aide Cousteau à publier ses livres en anglais, mais aussi en français comme par exemple Les meilleurs récits du monde sous-marin. Dugan finit par écrire ses propres livres de vulgarisation sur l'océan et les explorations maritimes. C'est le début de la « carrière américaine » de Cousteau, qui se poursuivra par la rencontre avec Ted Turner et le tournage de la série L'Odyssée sous-marine du commandant Cousteau qui, après l'avoir rendu célèbre à l'international, le propulsera à la Conférence des Nations unies sur l'environnement et le développement de Rio, en 1992, où lui et le dalaï-lama figurent parmi les rares participants non-politiques.